# Erodiano
Erodiano (in greco antico: Ἡρῳδιανός?, Hērōdiānós, in latino Hērōdiānus; 170 – 250) è stato un funzionario e storico greco antico.

## Biografia
Nulla di certo si sa sulle origini di Erodiano. Nativo della Siria (in questo caso probabilmente di Antiochia) oppure di Alessandria d'Egitto, Erodiano venne sicuramente a Roma per assumere una carica pubblica, come funzionario di basso rango.
Nel 192 e nel 204 era nell'Urbe, ove assistette agli spettacoli celebrati in quegli anni da Commodo e da Settimio Severo.

## Opera
Erodiano è autore di una storia degli imperatori romani (Storia dell'Impero dalla morte di Marco Aurelio) che va dalla morte di Marco Aurelio (180 d.C.) a quella di Balbino (238) e intitolata, appunto, Storia dell'impero dopo Marco Aurelio (Τῆς μετὰ Μάρκον βασιλείας ἱστορίαι), in otto libri, scritta in una lingua greca efficace ed elegante, esemplata su modelli attici. 
Nel I libro Erodiano si dedica al regno di Commodo, per poi descrivere l'anarchia del 192-193, con Pertinace e Giuliano, da cui emerge vincitore (libro III) Settimio Severo, mentre a suo figlio Caracalla è dedicato il libro IV. Il libro V racconta dell'usurpatore Macrino e dello scandaloso regno di Eliogabalo, cui segue (libro VI) Alessandro. Gli ultimi due libri si occupano, rispettivamente, di Massimino Trace e dell'anno dei sei imperatori.
Dal momento che Erodiano narra fatti di cui dice di essere stato testimone nel corso della sua vita, è verosimile pensare che si accinse al suo lavoro dopo il 238, quando doveva avere un'età pressappoco di 70 anni, quindi probabilmente sotto l'impero di Filippo l'Arabo.
L'opera fu tradotta in latino da Angelo Poliziano nel 1493.